# Knut Stubbendorff
Knut Bertil Stubbendorff, född 15 december 1893 i Sörby församling, Skåne, död 9 oktober 1965 i Lidingö
, var en svensk författare, journalist och översättare. Efter enstaka översättningar under 1920-talet blev han från 1932 yrkesöversättare och kom under drygt två decennier att producera otaliga översättningar från tyska, engelska, norska, ryska och danska. Vid mitten av 1950-talet tvangs han upphöra med översättande på grund av synproblem. Bland författare som han översatt märks Hans Fallada, Erich Maria Remarque, Knut Hamsun och Halldór Laxness (den sistnämnda översatt från engelska).

## Biografi
Knut Stubbendorff var son till lantbrukaren Robert Stubbendorff och hans hustru Elisabeth, född Groothoff.
Han gifte sig 1921 med Nina Taskina, med vilken han fick två barn, och gifte om sig 1939 med danskan Inger Sivertsen, född 1919, med vilken han fick tre döttrar.

## Fynden efter Andrées polarfärd
Knut Stubbendorff hade en viktig roll i samband med att resterna efter Andrées polarexpedition räddades åt eftervärlden på sensommaren 1930. Stubbendorff sändes av Dagens Nyheter och Vecko-Journalen till Tromsø för att bevaka och skildra arbetet med fynden på Vitön. Han tog sig från Tromsø till Vitön med fångstfartyget Isbjörn och ledde där arbetet med att söka igenom fyndplatsen. Knut Stubbendorff har skildrat arbetet med att ta tillvara resterna av expeditionens läger på Vitön i ett kapitel i boken Med Örnen mot polen, som gavs ut samma år.
Författaren Per Olof Sundman beskriver i sin bok om polarexpeditionen Ingen fruktan, intet hopp Stubbendorffs insats för att rädda och dokumentera fynden vid lägret: "Stubbendorff var journalist men handlade som en vetenskapsman. Han genomförde en serie mönstergilla fotograferingar av platsen, registrerade föremål efter föremål och ritade in dem på en kartskiss...."

## Översättningar (urval)
- H. G. Wells: Hjärtats lönnliga vrår (The secret places of the heart) (Svenska andelsförlaget, 1922)
- Franz Werfel: Det förskingrade himmelriket: en gammal tjänstekvinnas historia (Der veruntreute Himmel) (Bonnier, 1940)
- John Steinbeck: Rysk dagbok (A Russian journal) (Bonnier, 1949)
- Daniel Defoe: Sjömannen Robinson Crusoe från York (Robinson Crusoe) (Tiden, 1953)